# بخش کوهات

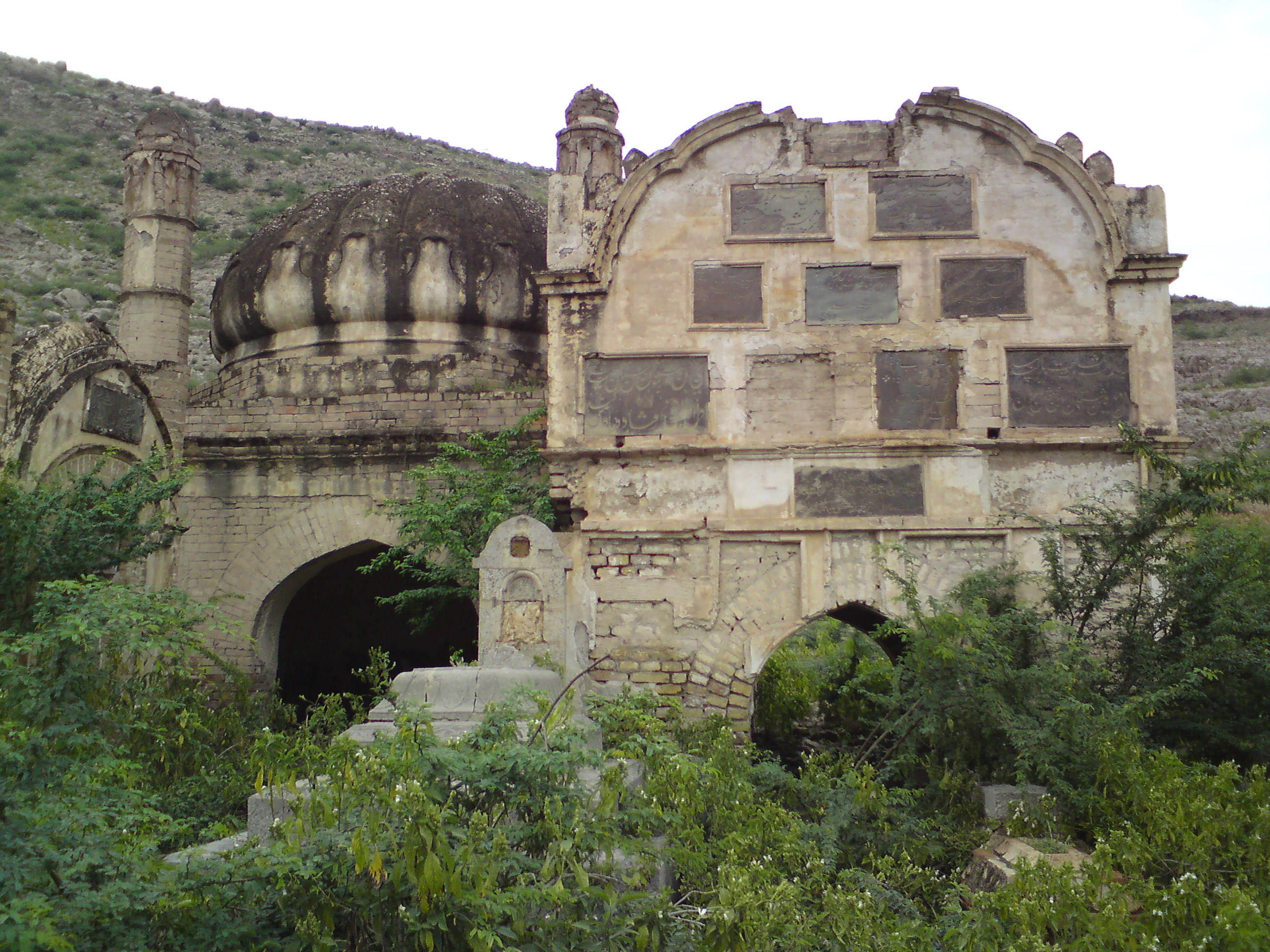
نمایی از یک‌مقبره باستانی سلطنتی در نزدیکی کوهات - ۲۰۱۱

بخش کوهات (انگلیسی: Kohat Division) یکی از بخش‌های پاکستان در ایالت خیبر پختونخوا بود که در اصلاحات انجام‌گرفته در سال ۲۰۰۰، ساختار بخش در پاکستان حذف گردید. اما در سال ۲۰۰۸ مجدداً بازگردانده شد. ناحیه‌های آن عبارت بودند از:
- ناحیه هنگو
- ناحیه کرک
- ناحیه کوهات